# Cladiella pauciflora
Cladiella pauciflora is een zachte koraalsoort uit de familie Alcyoniidae. De koraalsoort komt uit het geslacht Cladiella. Cladiella pauciflora werd in 1834 voor het eerst wetenschappelijk beschreven door Ehrenberg. 